# Sylvilagus cunicularius
Il silvilago messicano (Sylvilagus cunicularius Waterhouse, 1848) è una specie di Leporide endemica del Messico.
È diffuso in gran numero in una vasta area che va dal Sinaloa meridionale fino all'Oaxaca orientale e al Veracruz, dove abita le foreste tropicali, temperate e semi-aride, nonché le praterie. In alcune aree sulla costa del Pacifico è diffuso dal livello del mare fino alle pendici dei monti.
Di aspetto simile agli altri silvilaghi, è lungo tra i 48,5 ed i 51,5 cm. Entrambi i sessi possiedono territori estesi per 0,2-0,7 km². Questa specie è in grado di riprodursi in ogni epoca dell'anno, nonostante il picco delle nascite si abbia tra marzo e ottobre. Dopo una gestazione di 30 giorni, la femmina dà alla luce una nidiata di sei coniglietti. 
All'interno del proprio areale questo animale condivide l'habitat con altri Lagomorfi, come il coniglio dei vulcani, il silvilago del deserto, il silvilago orientale, il jackrabbit dai fianchi bianchi e quello dalla coda nera.